# Oskar Gross
Oskar Gross (1909 Spital am Pyhrn (Rakousko) - 1985) byl právník, antikvář a sběratel výtvarného umění

## Život
O životě Oskara Grosse nelze zjistit podrobnější údaje. V letech 1925–1931 vystudoval právnickou fakultu Německé univerzity v Praze.Jako právník se zabýval mimo jiné dědickým právem.
Za svého života vybudoval velkou sbírku kvalitních kreseb a grafiky starého i moderního evropského umění. V 50. letech pracoval v jednom z pražských antikvariátů n.p. Kniha. Roku 1959 byl tzv. Lidovým soudem odsouzen za spekulaci a jeho majetek dle rozsudku z 29. dubna 1960 propadl ve prospěch státu.
Uměleckoprůmyslové muzeum v Praze převzalo roku 1960 z jeho sbírky 40 starožitných předmětů. Roku 1963 bylo z jeho sbírky do Národní galerie převedeno 217 položek, mezi kterými převažovaly mimořádně kvalitní staré evropské kresby a grafiky. Národní galerie převzala i další kolekci Grossovy sbírky, v níž byly staré holandské a jiné zahraniční malby, dále kresby Josefa Lady, Františka Tichého a Jana Trampoty, tempera Pastýř Marca Chagalla a Pojídači melounů Grigorije Musatova.
Do Grossovy sbírky se díla dostala nákupem od jiných sběratelů, např. JUDr. Miloslava Nedomy (1875-1954).

### Grossova sbírka (výběr)
- Diana a spící Endymión, anonymní (italský) kreslíř 17. století, kresba perem a štětcem v hnědém tónu, podkresba grafitem, papír, 194 x 138 mm, K 39924, Sbírka grafiky a kresby NGP[5]
- Studie dvou lidových typů, Jan de Groot, kresba grafitem a perem, lavírovaná šedou, papír, 105 x 82 mm, neznačeno, K 39931. Sbírka grafiky a kresby NGP[6]
- Breloque, střední Evropa kolem 1750, závěsný figurální šperk s pečetidlem, Sbírka Uměleckoprůmyslového muzea v Praze, kat. č. 50, 1995